# Samydaceae
Samydaceae là một họ thực vật hạt kín, từng được xếp trong Flacourtiaceae, một họ đa ngành. Họ Samydaceae đôi khi cũng từng được tách ra khỏi Flacourtiaceae (như Bentham và Hooker) như một nhóm với đế hoa khá phát triển và truyền thống này đã được duy trì trong nhiều thực vật chí châu Phi. Các phân tích gần đây dựa trên các dữ liệu hình thái học và phân tử chỉ ra rằng Samydaceae là một nhóm đơn ngành có liên quan và gắn liền với họ Salicaceae, mà trong đó người ta cũng đưa vào rất nhiều thành viên trước đây coi là thuộc họ Flacourtiaceae. Một số tác giả như Chase và ctv (2002) thậm chí còn đặt Samydaceae trong họ Salicaceae nghĩa rộng và điều này được ghi nhận trong các hệ thống phân loại của APG như APG II và APG III. Tuy nhiên, Samydaceae chia sẻ nhiều đặc trưng có chung với các đơn vị phân loại khác trong cùng bộ Malpighiales nhưng ngoài họ Salicaceae, chẳng hạn như với Passifloraceae, và chỉ thể hiện một ít các liên kết hình thái rõ ràng với họ Salicaceae.
Giống như nhiều đơn vị phân loại có họ hàng gần khác trong bộ Malpighiales, Samydaceae có kiểu nứt bao phấn hướng trong, kiểu đính noãn vách và các hạt có áo hạt. Chúng cũng có các đặc trưng cùng có, chia sẻ chung với tổ tiên chung gần nhất của họ này với họ Salicaceae nghĩa hẹp, có ích trong việc nhận dạng tại hiện trường: các điểm hay đường trong suốt (thường là trong lá) và các răng trên lá sớm rụng. Gần như mọi thành viên trong họ này có hoa nhỏ. Chi đa dạng nhất trong họ này là Casearia, với trên 180 loài, và số lượng loài gắn liền với kích thước hoa của họ này vẫn chưa được nghiên cứu kỹ.
Chi Casearia có sự phân bố rộng khắp vùng nhiệt đới, Osmelia và Pseudosmelia có trong khu vực Indo-Malesia, Ophiobotrys và Trichostephanus có tại vùng nhiệt đới châu Phi, còn các chi còn lại có tại vùng Tân nhiệt đới.

## Đặc trưng
Cây bụi hay cây gỗ. Lá mọc so le, gân lá lông chim, hiếm khi tụ tập lại (chi Lunania), mép lá ít khi nguyên mà phổ biến hơn là có các răng hình nón sớm rụng (răng dạng như của chè), hiếm khi với mép lá có gai (Casearia đoạn Casearia nhóm không phân hạng Ilicifoliae), hiếm khi với lông tơ hình sao (Ryania), phiến lá thường với các điểm hay đường trong suốt, có hoặc không có lá kèm. Hoa chủ yếu là lưỡng tính, ít khi đơn tính khác gốc (Euceraea, Neoptychocarpus, Osmelia, Pseudosmelia?), hiếm khi đơn tính cùng gốc (Trichostephanus) hay đa tính (Ophiobotrys). Cụm hoa thường là bó hay xim đơn ở nách lá hoặc suy giảm thành các hoa đơn độc ở nách lá, ít phổ biến hơn là các dạng như ngù, chùm hay bông, chùy gồm các bông. Các hoa thường nhỏ, chỉ rộng hơn 2 cm ở Ryania và Samyda. Đế hoa nói chung là có, đôi khi suy giảm hay không có. Lá đài 4-7, có thể ít hơn ở Lunania nhưng có lẽ là do sự chia tách sớm, xếp lợp. Không có cánh hoa. Thường có đĩa mật, hợp sinh với đài hoa, và so le với hay ở trong vòng chứa các nhị hoa, ở một vài chi (như Casearia) xuất hiện các nhị lép hay một vành dày cùi thịt. Nhị từ 4 tới nhiều, thường gài trong 1-3 vòng, đôi khi hợp sinh ở các mức độ khác nhau, bao phấn thường nứt trong, hiếm khi nứt bên (Lunania). Bộ nhụy gồm 1 nhụy, bầu nhụy thượng, 1 ngăn, kiểu đính noãn vách, noãn từ ít tới nhiều, vòi nhụy thường 1 hay 3(-5) nhánh xa, 3 ở Osmelia và Pseudosmelia, đầu nhụy thường hình đầu, hiếm khi không cuống. Quả là dạng quả nang dày cùi thịt hay khô 3 mảnh vỏ, thỉnh thoảng không nứt. Hạt có áo hạt (trừ chi Tetrathylacium) hoặc với các lông tơ dài dạng bông (Casearia đoạn Gossypiospermum).

## Các chi
- Casearia: Khoảng 180 loài nuốt, hồng y, chìa vôi, vằn, thị dại, cây xương cá, xang dẹo. Tại Việt Nam có 12 loài.
- Euceraea
- Hecatostemon
- Laetia
- Lunania
- Neoptychocarpus
- Ophiobotrys
- Osmelia: Tại Việt Nam có 1 loài (song mật hương Osmelia philippinensis)
- Pseudosmelia
- Ryania
- Samyda
- Tetrathylacium
- Trichostephanus
- Zuelania